# Archiearides fidonioides
Archiearides fidonioides är en fjärilsart som beskrevs av Butler 1882. Archiearides fidonioides ingår i släktet Archiearides och familjen mätare. Inga underarter finns listade i Catalogue of Life.